# Kościół ewangelicki w Lądku-Zdroju
Kościół ewangelicki w Lądku-Zdroju – dawny kościół ewangelicki pw. Salwatora (Zbawiciela), wybudowany w 1846, znajdujący się w Lądku-Zdroju.
Świątynia po pożarze w 1999 znajduje się w stanie ruiny.

## Historia
Kościół ewangelicki pw. Salwatora (Zbawiciela) w Lądku-Zdroju zbudowano w 1846. Poświęcony został 13 sierpnia 1848. W 1858 pomocy finansowej na rozbudowę świątyni udzieliła protestancka królewna Marianna Orańska, właścicielka dóbr w pobliskim Stroniu Śląskim. Kościół powiększono jednak dopiero w 1908. W 1919 był remontowany. Natomiast w latach 1924–29 świątynię znacznie przebudowano według projektu architekta Iwana z Zabrza. Uroczystość jej otwarcia w 1929 uświetnili m.in. książęta Hohenzollernowie: Fryderyk Henryk i jego brat Joachim Albrecht. 
Po wojnie, w wyniku wymiany ludności, od 1946 kościół pozostawał przez długie lata nieużytkowany. Wyposażenie trafiło do innych świątyń, między innymi: ławki do kościoła parafialnego w Lądku-Zdroju, organy sprzedano do kościoła w Środzie Śląskiej, a mechanizm zegara z wieży kościelnej został zamontowany w parku, gdzie posłużył do napędzania zegara kwiatowego. W latach 60. zamierzano zorganizować w nim muzeum balneologiczne. W latach 90. obiekt był remontowany, wykonano nawet dodatkowy poziom (kondygnację). Miała tu działać hala sportowa. Kościół spłonął jednak 8 kwietnia 1999.
W 1991 o zwrot kościoła wystąpiła parafia ewangelicko-augsburska z Kłodzka. Jej roszczenia uregulowało miasto ostatecznie dopiero w 2017, a kościół wystawiono na sprzedaż. Zakupiło go małżeństwo spod Warszawy. Planują zagospodarować obiekt w sposób wpisujący się w klimat uzdrowiska. Chcą urządzić w nim galerię artystyczną z częścią kawiarnianą i otworzyć wieżę widokową. 

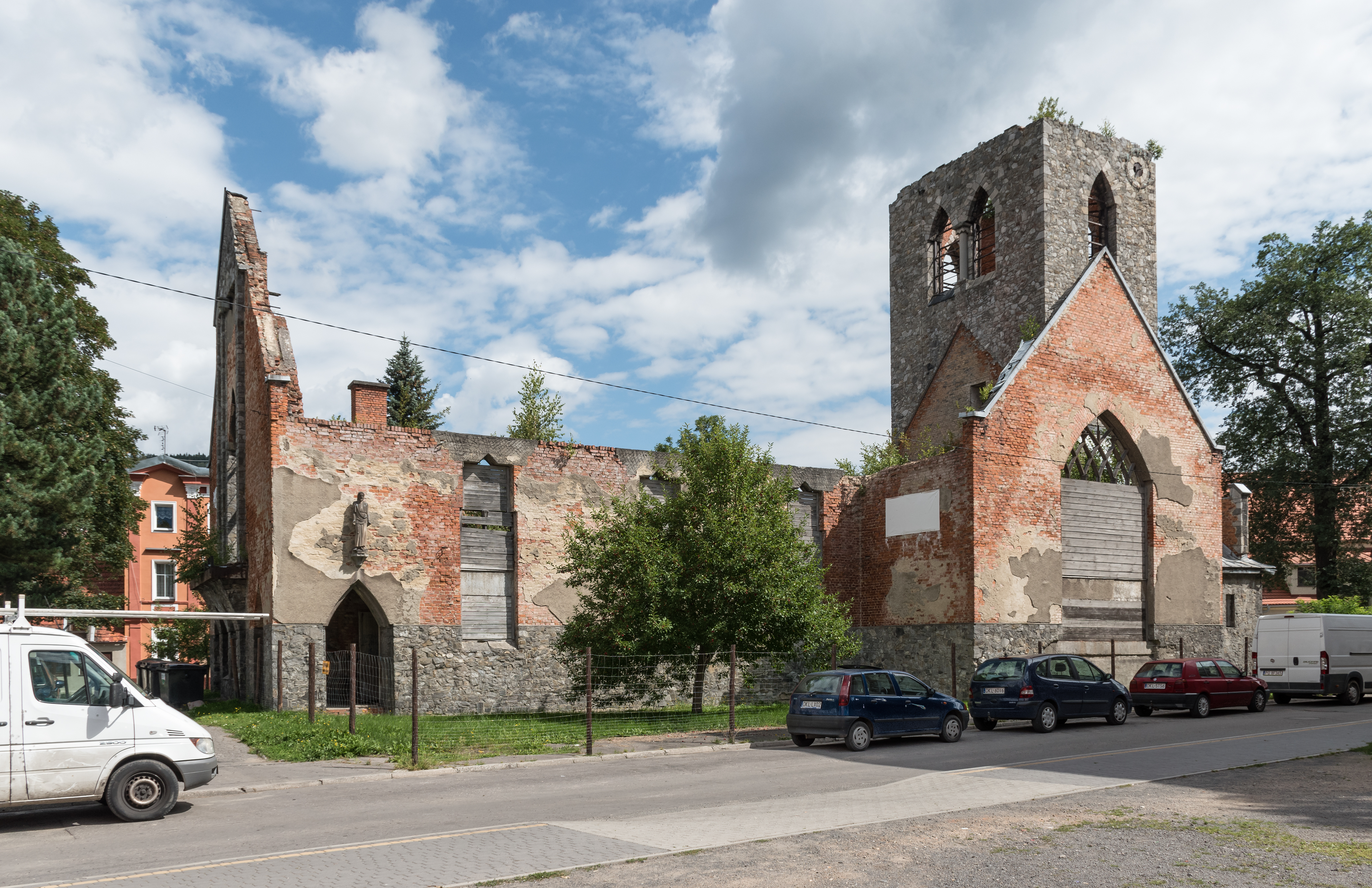
Elewacja południowa
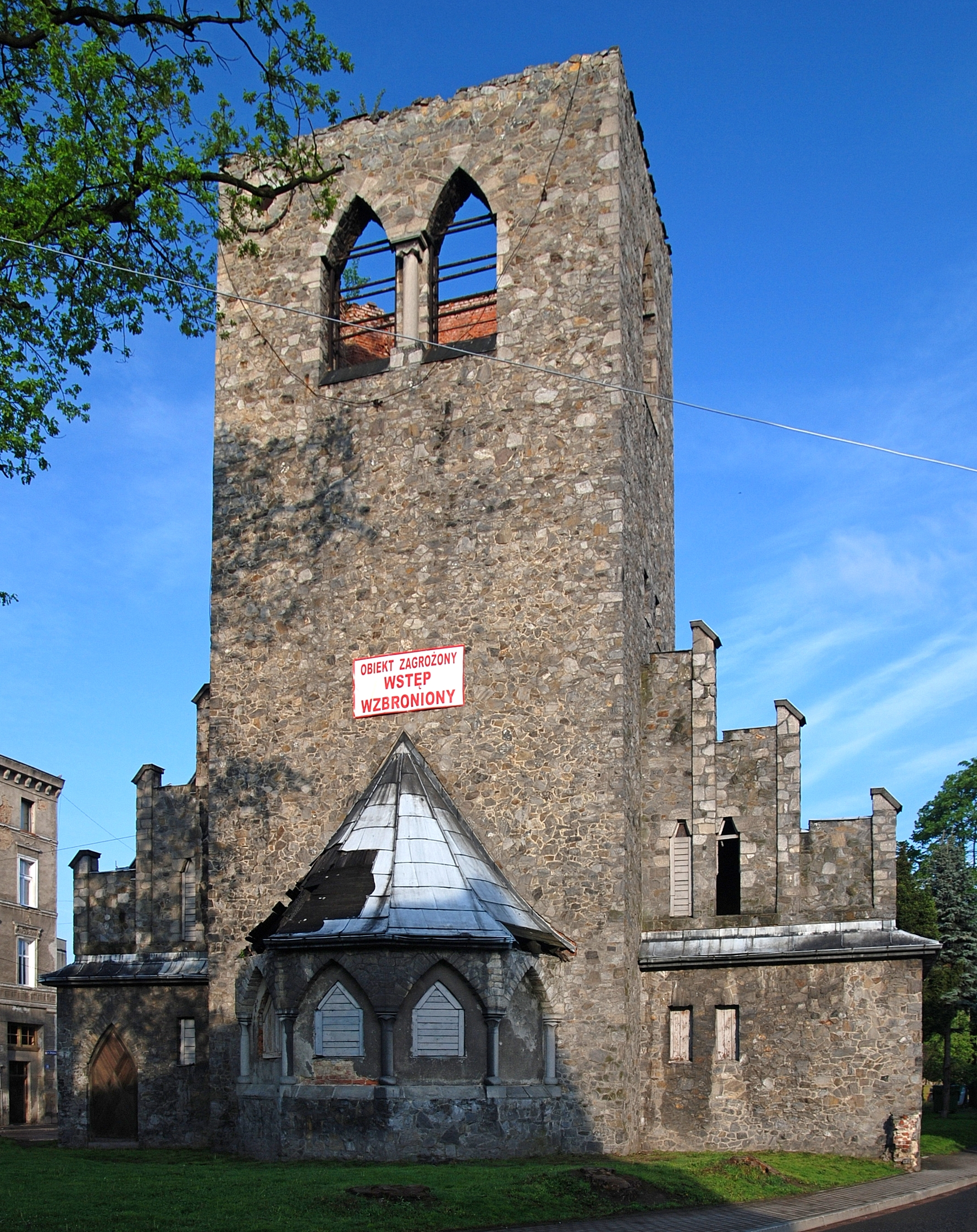
Elewacja frontowa (z apsydą)
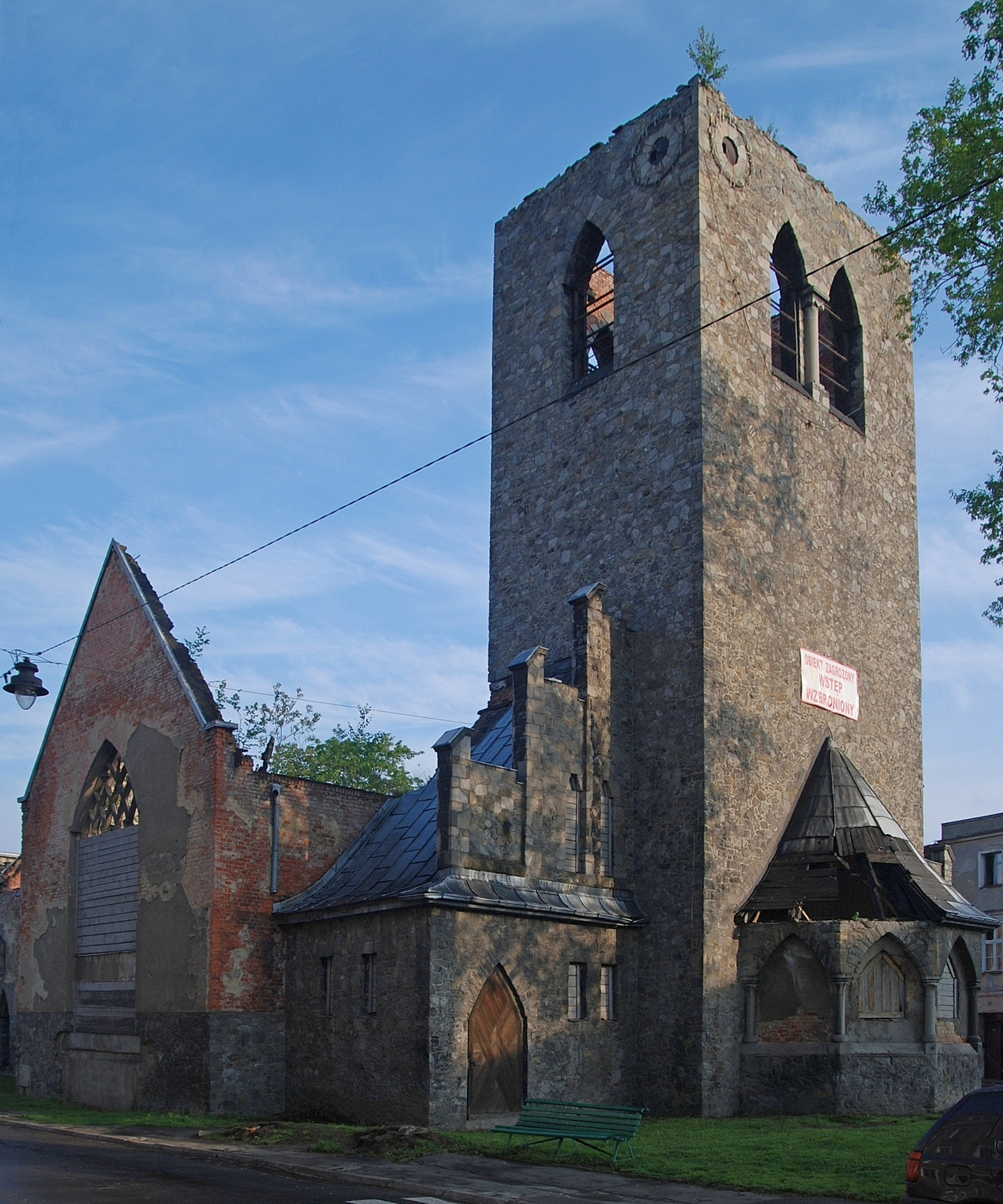
Elewacja boczna

## Architektura
Obiekt wzniesiono w stylu ekspresjonizmu, nawiązującego do architektury romańskiej. Zbudowany na planie krzyża z półkolistą apsydą, jednowieżowy. Po pożarze w ruinie. 

## Otoczenie
Przy kościele stoi neogotycki pomnik z 1866, poświęcony fundatorce kościoła Mariannie Orańskiej.

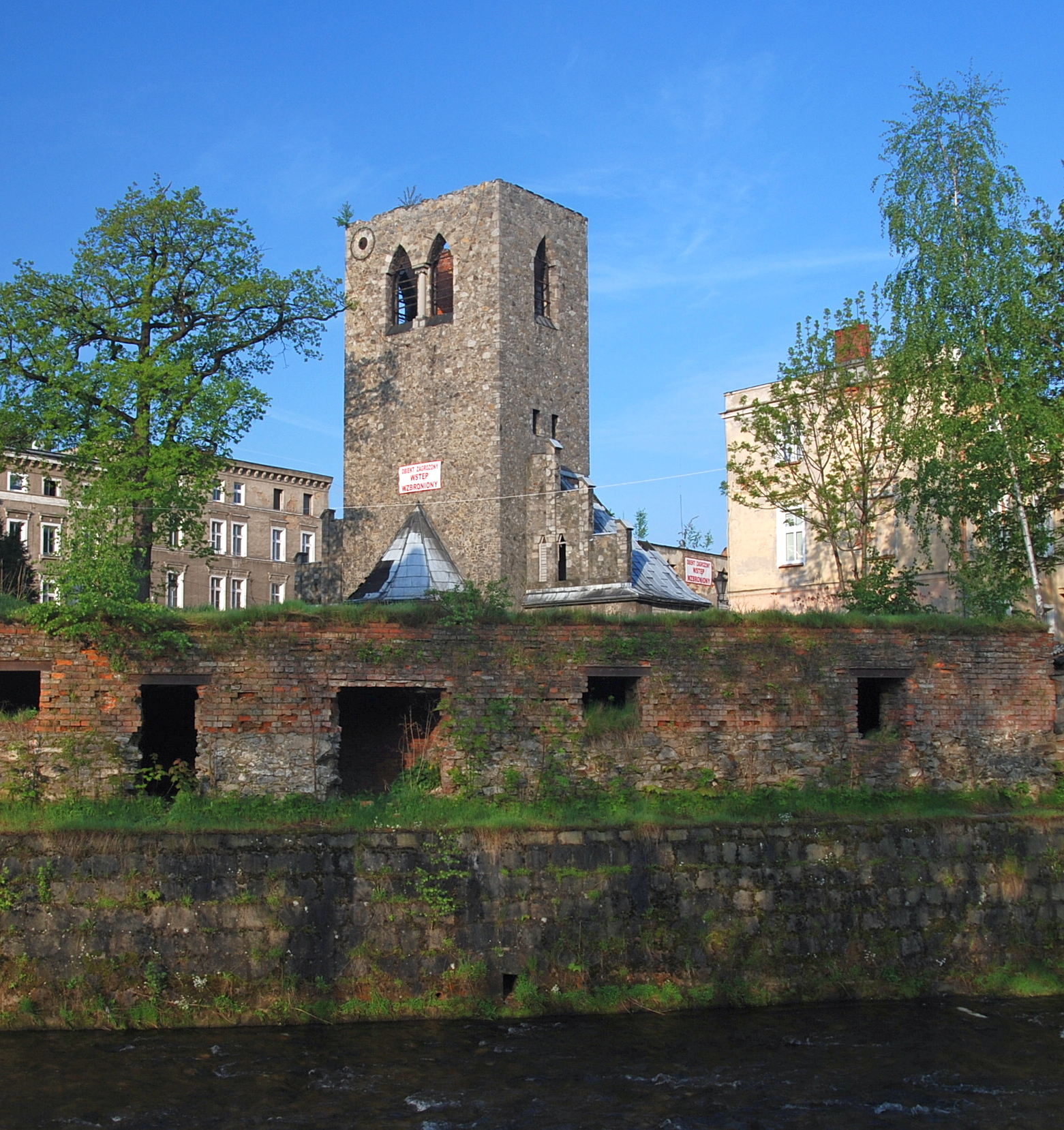
Widok od strony rzeki Białej Lądeckiej
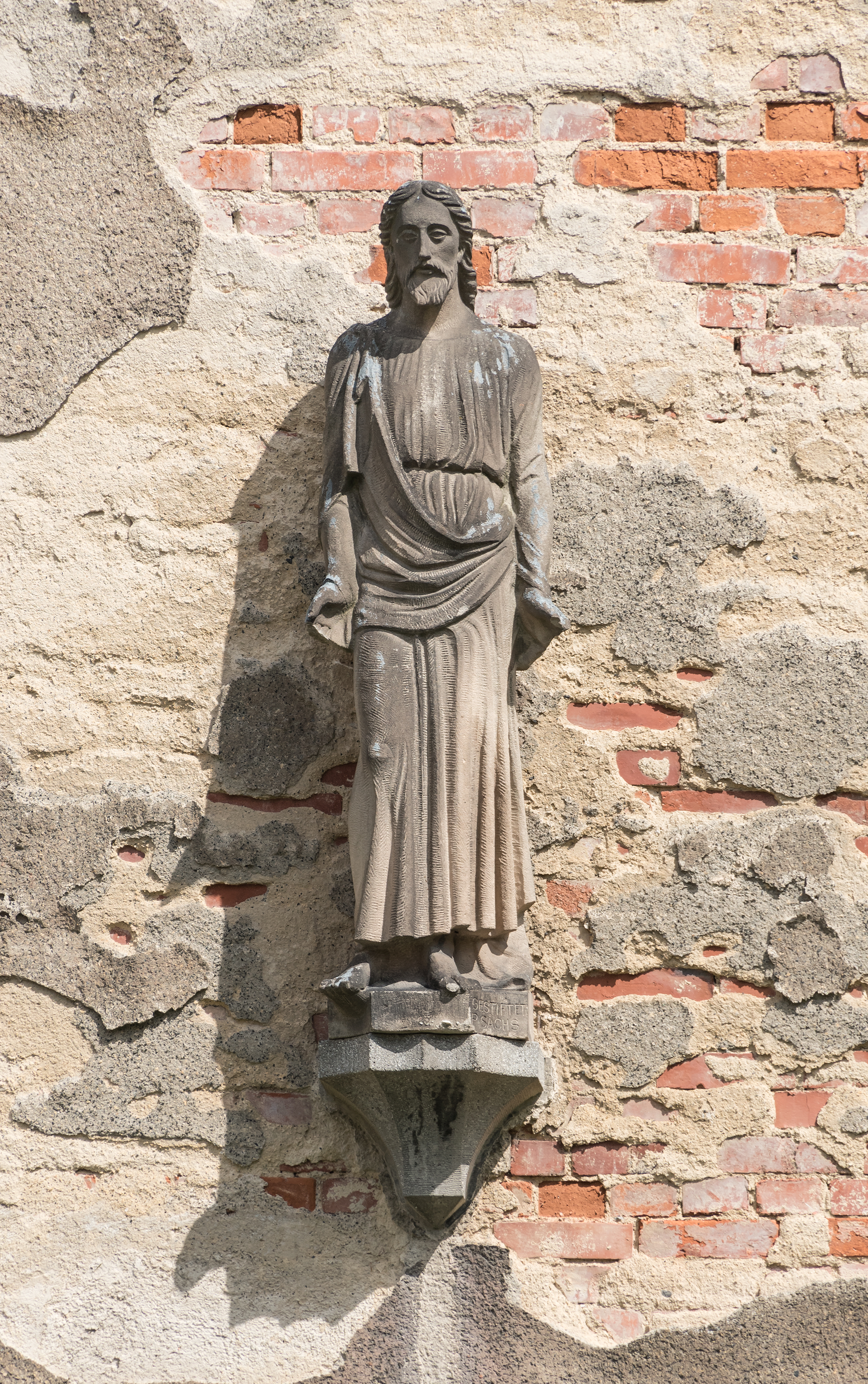
Figura nad wejściem boczym
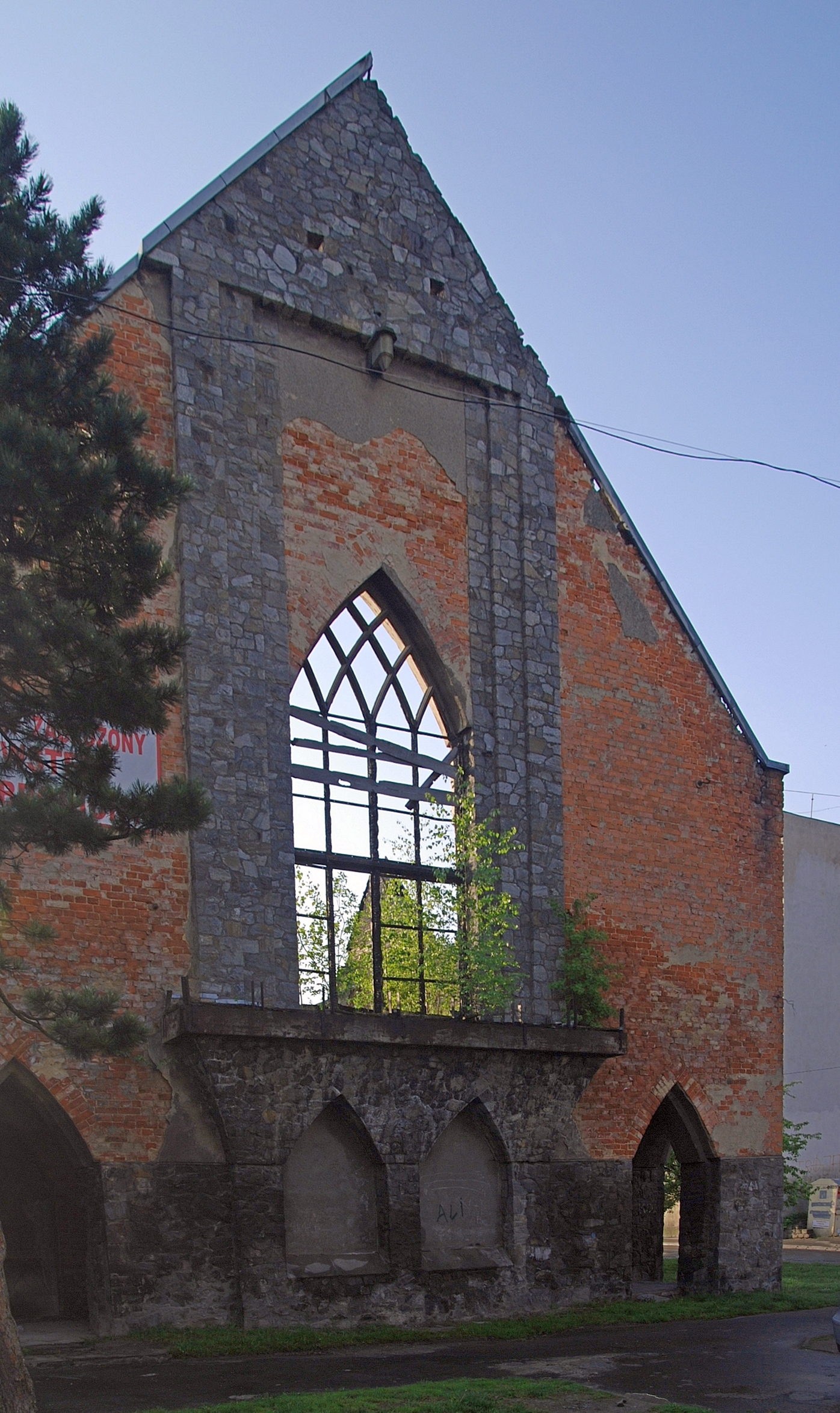
Elewacja tylna